# جرك (الريف الشرقي)
جرك (بالفارسية: گرک) هي منطقة سكنية تقع في إيران في قسم الريف الشرقي الريفي. يقدر عدد سكانها بـ 88 نسمة بحسب إحصاء 2016.